# Abdoulaye Katakoré
Abdoulaye Boureima Katakoré (ur. 26 marca 1993 w Niamey) – nigerski piłkarz grający na pozycji prawego obrońcy. Od 2019 jest zawodnikiem klubu AS FAN.

## Kariera klubowa
Swoją karierę piłkarską Katakoré rozpoczął w klubie ASN Nigelec. W sezonie 2012/2013 zadebiutował w jego barwach w pierwszej lidze nigerskiej. W sezonie 2012/2013 zdobył z nim Puchar Nigru, a w sezonie 2013/2014 został wicemistrzem tego kraju. W latach 2015–2018 występował w AS FAN, z którym został mistrzem kraju w sezonach 2015/2016 i 2016/2017. W sezonie 2018/2019 grał w libańskim Al-Safa' SC. W 2019 wrócił do AS FAN.

## Kariera reprezentacyjna
W reprezentacji Nigru Katakoré zadebiutował 5 marca 2014 w zremisowanym 1:1 towarzyskim meczu z Mauretanią, rozegranym w Nawakszucie.